# کارلوس پائس بیلارو
کارلوس پائس بیلارو (۱ نوامبر ۱۹۲۳ تا ۲۴ فوریه ۲۰۱۴) هنرمند انتزاعی، نقاش، سفالگر، مجسمه‌ساز، نقاش دیواری، نویسنده، آهنگساز، و معمار اهل اروگوئه‌ است.

## زندگی و کار
کارلوس پائس بیلارو در سال ۱۹۲۳ میلادی در مونته‌ویدئو اروگوئه به دنیا آمد. در سال ۱۹۳۹ به نقاشی علاقه‌مند شد و به بوئنوس آیرس رفت. در آن‌جا به عنوان شاگرد چاپخانه در ناحیهٔ صنعتی باراکاس در پایتخت آرژانتین کار می‌کرد. در بازگشت به مونته‌ویدئو در اواخر دههٔ ۱۹۴۰، علاقهٔ بیش‌تری به فرهنگ آفریقایی-اروگوئه‌ای پیدا کرد. پس از اقامت در محلهٔ «مدیوموندو» (به‌معنای «زمین میانی») در مونته‌ویدئو، که ساکنان اولیه‌اش سیاه‌پوست بودند، رقص‌های کاندومبه و کمپارسا را به‌عنوان ویژگی‌هایی از فرهنگ اروگوئه مورد مطالعه قرار داد.
او قطعات موسیقی متعددی در این دو ژانر ساخت و یک ارکستر هم اجرا کرد. طبل‌های کونگا و بونگو مورد استفادهٔ گروهی که رهبرش بود نیز با نقاشی‌های مرتبط او تزئین شده بودند. مدتی بعد، علاقه‌اش به فرهنگ، او را به برزیل کشاند؛ کشوری که میزبان بزرگ‌ترین جامعهٔ آفریقایی‌تبار در نیم‌کرهٔ غربی است. پائس بیلارو در سال ۱۹۵۶ از سوی مدیر موزهٔ هنرهای مدرن پاریس، ژان کاسو، دعوت شد که تعدادی از آثار خود را به نمایش بگذارد. او بعداً در همان سال به داکار (پایتخت سنگال) سفر کرد، که نخستین سفرش به آفریقا بود.

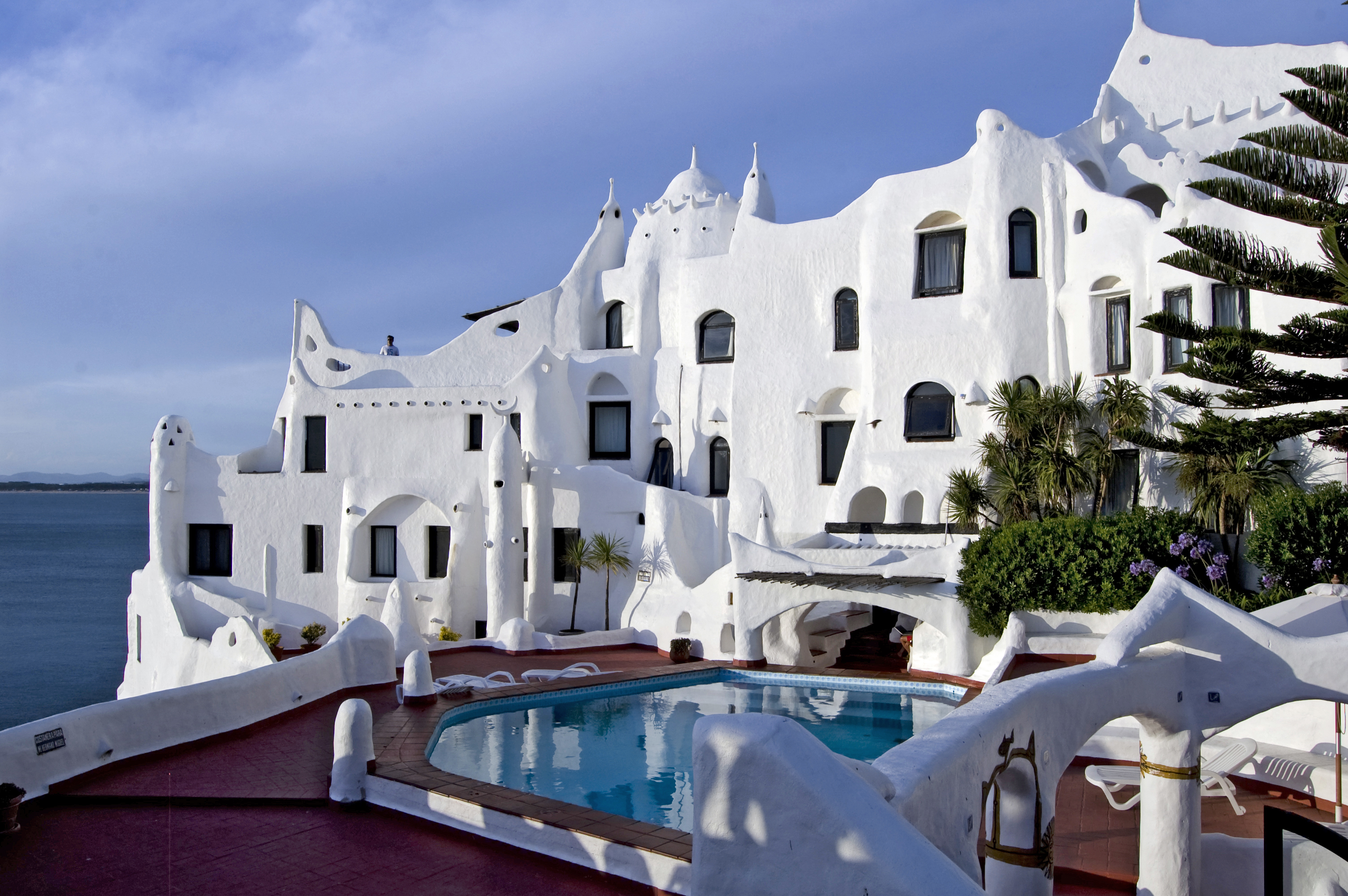
کاساپوئبلو (Casapueblo)، «اثر حجمیِ قابل زندگی» کارلوس پائس بیلارو و مشهورترین آفرینش حوالی پونتادل‌استه، یکی از عمده‌ترین مقاصد گردشگری اروگوئه از اواخر دههٔ ۱۹۶۰ بوده‌است.

او در سال ۱۹۵۸، زمینی در سواحل زیبای شرق اروگوئه، در منطقهٔ متروک پونتابالنا خرید و کلبهٔ چوبی کوچکی در آن ساخت که به مرور زمان، تبدیل به «کاساپوئبلو» (به‌معنای «خانه-روستا») شد. پائس بیلارو اگرچه تا سال ۱۹۶۸ در کاساپوئبلو (اثر حجمی قابل زندگی‌اش) اقامت داشت، همچنان به تکمیل این بنا ادامه می‌داد و گهگاه اتاقی برای یک مهمان ویژه می‌ساخت. او بعدها بخشی از کاساپوئبلو را به‌عنوان هتلی برای گردشگران افتتاح کرد.
پائس بیلارو در ۲۴ فوریهٔ ۲۰۱۴ (در ۹۰ سالگی) در خانه‌اش در کاساپوئبلو در پونتابالنا درگذشت.
پسرش در مراسم یادبود او گفت: «امیدوارم پدرم اکنون مشغول استراحت در آسایش باشد. من هرگز کسی را ندیده‌ام که این‌همه کار کند. او تا همین دیروز داشت کار می‌کرد.»